# Bridal Veil Falls (Oregon)
Bridal Veil Falls (pol. Wodospad welon ślubny) – wodospad położony w Stanach Zjednoczonych, w Oregonie w hrabstwie Multnomah. Wodospad leży na Bridal Veil Creek, dopływie rzeki Kolumbia, niedaleko jego ujścia gdzie Kolumbia tworzy kanion w Górach Kaskadowych. Wodospad jest dobrze widoczny z drogi turystycznej wiodącej dnem kanionu (ang. Columbia Gorge Scenic Highway), natomiast wokół rozciąga się park stanowy Bridal Veil Falls State Park. Jadąc drogą turystyczną od zachodu wodospad jest około 5,6 km za Latourell Falls
Wodospad składa się z dwóch części. Górna, dłuższa ma 24 m wysokości, natomiast dolna 12 m. Średnia szerokość wodospadu to osiem metrów.  